# إسعاف أولي

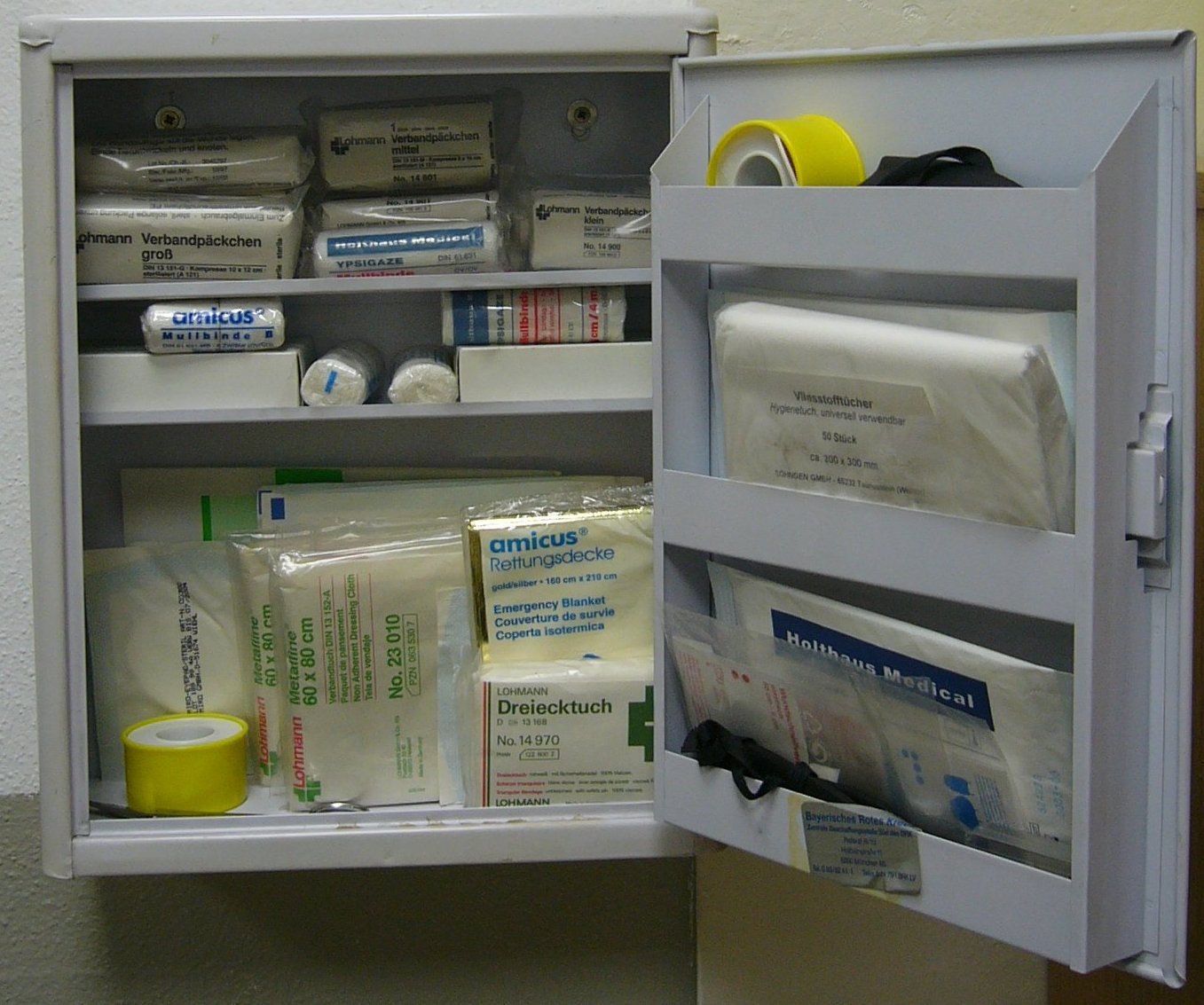
خزانة إسعافات أولية

الإسعافات الأوَّلية هي عناية طبية فورية ومؤقتة؛ تقدم لإنسان أو حيوان مصاب أو مريض. بغرض محاولة الوصول به إلى أفضل وضع صحي ممكن بأدوات أو مهارات علاجية بسيطة إلى وقت وصول المساعدة الطبية الكاملة. وهي في العادة عبارة عن مجموعة خطوات طبية بسيطة ولكنها في العادة تؤدي إلى إنقاذ حياة المصاب، الشخص الذي يقوم بعملية الإسعاف الأولي (المُسعِف) ليس بحاجة إلى مهارات أو تقنيات طبية عالية، حيث يكفيه التدرب على مهارات القيام بالإسعاف من خلال استعمال الحد الأدنى من المعدات.

## تاريخ الإسعاف الأولي
كان أول ظهور لمفهوم الإسعاف الأولي في أوروبا في القرن الحادي عشر للميلاد ضمن فرسان القديس يوحنا الذين كانوا ضمن جيوش الحملات الصليبية، حيث تم تدريب فرق من الفرسان على مساعدة المصابين وإسعافهم خلال المعركة.
إلا أن مفهوم العناية بالمرضى والجرحى خلال الحروب موجود لدى عدة حضارات شرقية قبل ذلك بقرون طويلة، وكان التمريض والإسعاف أحد مهام النساء الرئيسية في فترات الحروب والمعارك.

## أهداف الإسعاف الأولي
الهدف الأساسي للإسعافات الأولية هو منع الوفاة أو التدهور والإصابة الخطيرة. يمكن تلخيص الأهداف الرئيسية للإسعافات الأولية في ثلاث نقاط أساسية هي:
1. المحافظة على الحياة
2. وقف حدوث الأذى أو الضرر، كإبعاد المريض عن مصدر الأذى أو مكان الحادث والضغط على الجروح لإيقاف النزف.
3. تعزيز الشفاء من خلال توفير العلاج الأولي للإصابة.

كان للحروب والصراعات المسلحة الدور الأكبر في تطوير مفهوم الإسعاف الأولي، فقد دفعت الحرب الأهلية الأمريكية كلارا بارتون إلى تنظيم ما بات يعرف بالصليب الأحمر الأمريكي.

## لوازم الإسعاف الأولي

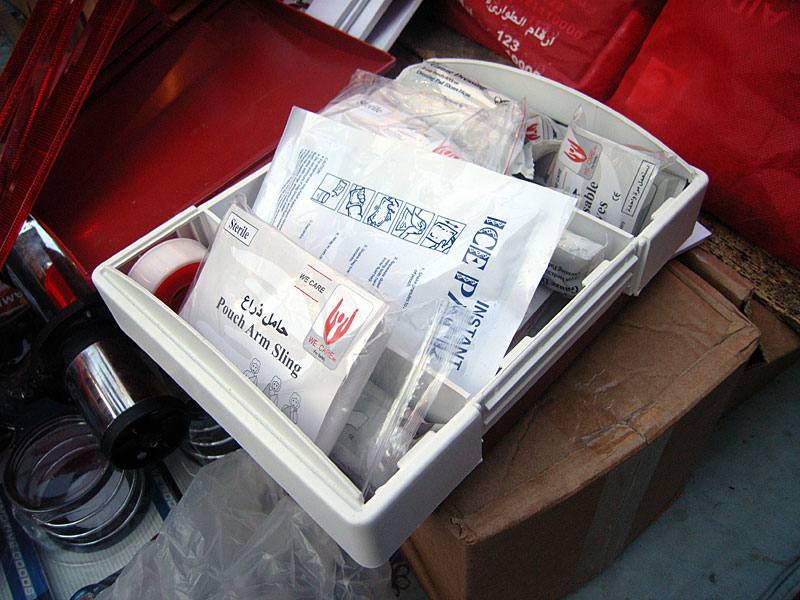
صندوق إسعافات أولية يجب على السائقين اقتناءه

الاحتفاظ بصيدلية صغيرة للإسعافات الأولية في المنزل أو في السيارة أو مكان العمل أمر هام وضروري، بعض الأدوات الأساسية التي ينصح بأن تكون في حقيبة الإسعاف سواء في البيت أو السيارة ومنها:
1. ضمادات معقمة بأحجام مختلفة.
2. أشرطة طبية مسامية.
3. عصابات مثلثة الشكل لتثبيت الضمادات أو لتدلى من العنق لحمل الذراع.
4. قطن طبي.
5. دهون الكالامين، لعلاج مشاكل الجلد وحروق الشمس واللسعات.
6. حبوب مسكنة (كالأسبرين أو باراسيتامول)
7. ملقط ومقص ودبابيس التثبيت.
8. ميزان حراري (ترمومتر) يفضل أن يكون نوعين الأول ميزان حرارة عادي للبالغين والآخر ميزان حرارة شرجي لقياس الحرارة للأطفال.
9. محلول مطهر.
10. لاصقات جروح.
11. كمادات يمكن تبريدها.
12. دواء خافض للحرارة.
13. مرهم جروح.
14. مصباح وورقة وقلم لتدوين الملاحظات الهامة.

## إرشادات عامة
قبل الشروع في عملية الإنقاذ على المسعف القيام بالخطوات التالية:
1. طلب المساعدة الطبية العاجلة وإخلاء المصابين من مكان الخطر.
2. البدء بإسعاف الحالات الأشد خطراً مثل النزف أو توقف التنفس أو بالحوادث الكبيرة (وجود عدد كبير من المصابين) فإنه يجب عليك البدء بفرز المصابين حسب القانون المتبع بالدولة (خطة الدولة في التعامل مع الحوادث الكبيرة) وهناك على سبيل المثال لا الحصر الخطة البريطانية في التعامل مع الحوادث الكبيرة والخطة الأمريكية في التعامل مع الحوادث الكبيرة وكل خطة تختلف عن الأخرى بالإجراءات وتصنيف المصابين.
3. الإستمرار في المعاينة والإسعاف حتى وصول الطبيب أو إيصال الحالة للمستشفى.
4. عدم نقل المصاب من مكانه إذا كان هناك احتمال وجود كسور في العمود الفقري أو القفص الصدري إلا في حالة إبعاده عن الخطر وبحيث يوضع على حمالة مستقيمة.

## شعارات

شعار الاسعاف الأولي حسب نظام الآيزو
شعار الصليب الأحمر
شعار الهلال الأحمر
شعار نجمة الحياة يستخدم في الصيدلة
الحركة الدولية للصليب الأحمر والهلال الأحمر

## توقف القلب والتنفس
يتم إستعادة الدورة الدموية وعملية التنفس لدى المصابين، وذلك عبر إتخاذ الخطوات التالية:
- إمالة رأس المصاب إلى الخلف حتى يبرز الذقن وفي حالة انسداد مجرى التنفس فيجب فتحه بإزالة أية أجسام غريبة بالأصابع والضرب على الظهر بين الكتفين.
- فحص إستجابة المصاب: يجدر محاولة الحصول على إجابة شفوية بطرح أسئلة أو هز بلطف على كتف الطفل.
- فتح مجرى التنفس بإمالة الرأس إلى الخلف ورفع الذقن لتفتح مجرى التنفس وأزل أي انسداد واضح.
- فحص التنفس (انظر، اسمع، حس) لمدة خمس ثواني، يتم الفحص لرؤية إذا كان هناك تنفس أو التنفس كافي أم لا.
- يتم التنفس الصناعي بأخذ المنقذ نفس عميق ثم يضع فمه على فم المصاب أو أنفه ويعطيه أربعة أنفاس سريعة بدون تسريب..وتكرار العملية حتى ينتظم التنفس أو يربط في الكمامات الخاصة.
- فحص النبض الشرياني لدى الطفل وتحديد ما إذا كان موجوداً أم لا.
- في حال عدم وجود تنفس يتم المباشرة بعمل إنعاش قلبي رئوي.
- يتم مباشرة عملية الإنعاش بممارسة التدليك القلبي عبر الضغط براحة اليد على عظم القص بمعدل ضغطة كل ثانية ل30 ضغطة متتالية وذلك لمساعدة القلب على الضخ، ثم المباشرة بالتنفس الصناعي.
- يعطى المصاب نفسي إنقاذ فعالين كل نفس 1.5 ثانية أو حتى يرتفع الصدر بشكل كافٍ.
- يتم فحص دوران الدم لمدة لا تزيد على عشرة ثواني بعد كل جولة من التدليك القلبي والتنفس الصناعي.
- يتم تكرار العملية حتى يعود النبض والتنفس أو تصل سيارة الإسعاف أو تتعب أو تظهر علامات الوفاة مثل التخشب الرمي وبرودة الجسم وثبات توسع بؤبؤ العين.

### التنفس الصناعي
تتم عملية التنفس الصناعي عبر نفث الهواء إلى المريض (من الفم إلى الفم):
1. إغلاق أنف المصاب وأخذ شهيقا عميقا. وضع فم المسعف على فم المصاب بحيث يدور حوله ويغلقه تماما. ثم إعطاء دفعتين من الهواء.
2. إذا كان قلب المصاب ينبض استمر بإعطاء التنفس بمعدل كل 4 ثواني دفعة من الهواء.
3. عندما يعود التنفس إلى حالته الطبيعية يتم وضع المصاب في وضعية الاستشفاء.

### تدليك القلب
إذا لم يكن هناك نبض، يباشر المسعف بعملية الضغط الخارجي على الصدر:
1. يوضع المريض مستلقيا على ظهره على سطح صلب.
2. يكون مكان الضغط في الموقع الصحيح: عند التقاء الضلوع من الجانبين مع عظم القص عند منتصفه السفلي وليس على الأضلاع.
3. يكون الضغط عمودياً للأسفل.
4. الضغط 30 مرة متتالية ثم إعطاء المصاب دفعتين من الهواء ثم الضغط 30 مرة (2:30)
5. إستمرار عملية التنفس والضغط الخارجي على الصدر حتى يعود النبض والتنفس للمصاب. ضع المصاب في وضعية الاستشفاء.
6. إذا كان المسعفان شخصين إثنين يعطي أحدهما دفعه من التنفس والآخر يقوم بتدليك القلب.

### الاستفاقة
بعد إستعادة النبض والتنفس؛ يوضع المصاب في وضعية الإنتظار الجانبي، أي يبقى المصاب مستلقيا على جانبه ورأسه مقشوع للأعلى، وذلك لتحرير المسالك التنفسية والقدرة على مراقبة العلامات الحياتية (وعي، تنفس، نبض، حرارة...الخ). يمنع إعطاء المصاب (فاقد الوعي) أي شيء عن طريق الفم.

### إنعاش طفل
تعتمد طريقة الإنعاش على عمر وحجم الطفل. في الأطفال بعمر1-8 شهور متلازمة موت الرضيع الفجائي هي السبب الرئيسي لتوقف القلب والتنفس.
- في البداية يجب الطلب من أحد المساعدين أن يتصل بسيارة الإسعاف
- يجب المباشرة بعمل إنعاش قلبي رئوي على الفور. بالنسبة للأطفال بعمر 8 سنوات أو أكثر يتم استخدام طريقة إنعاش البالغين.

### الأطفال الرضع ومن هم دون الثامنة من العمر
- الجلوس بجانب الطفل أو وضعه في حجر المسعف.
- فحص إستجابة الطفل: يجدر محاولة الحصول على إجابة شفوية بطرح أسئلة أو هز بلطف على كتف الطفل.
- فتح مجرى التنفس بإمالة الرأس إلى الخلف ورفع الذقن لتفتح مجرى التنفس وأزل أي انسداد واضح.
- فحص التنفس (انظر، اسمع، حس) لمدة خمس ثواني، يتم الفحص لرؤية إذا كان هناك تنفس أو التنفس كافي أم لا.
- فحص النبض الشرياني لدى الطفل وتحديد ما إذا كان موجوداً أم لا.
- في حال عدم وجود تنفس يتم المباشرة بعمل إنعاش قلبي رئوي.
- يتم مباشرة عملية الإنعاش بممارسة التدليك القلبي عبر الضغط براحة اليد أو إصبعي السبابة والوسطى على عظم القص بمعدل ضغطة كل ثانية ل30 ضغطة متتالية وذلك لمساعدة القلب على الضخ، ثم المباشرة بالتنفس الصناعي.
- يعطى الطفل المصاب نفسي إنقاذ فعالين كل نفس 1.5 ثانية أو حتى يرتفع الصدر بشكل كافٍ.
- يتم فحص دوران الدم لمدة لا تزيد على عشرة ثواني بعد كل جولة من التدليك القلبي والتنفس الصناعي.
- يتم تكرار العملية حتى يعود النبض والتنفس أو تصل سيارة الإسعاف أو يتعب المسعف.
- الإستمرار بهذه السلسلة من 30 ضغطه على الصدر مع نفسي إنقاذ.
- الطفل الفاقد الوعي يوضع في وضعية الإفاقة عند البالغين نفس الخطوات.
- عند عودة النبض والتنفس للطفل ضعه في وضعية الافاقة.

## إسعاف الجروح
إن الغرض الأساسي في اسعافات الجروح هو ايقاف النزيف وحماية الجرح من التلوث ويتم ذلك بالضغط المباشر على الجرح بقطعة قماش نظيفة ومعقمة. ولا يجب ربط أي حبال على العضو المجروح بهدف إيقاف النزيف لأنه يسبب قطعاً كاملاً للدورة الدموية مما يسبب مضاعفات أكبر، يجب الحرص على تعقيم الجرح وتحديد إذا ما كان مسبب الجرح ملوثاً أم نظيفاً والحرص على أخذ حقنة مضاد الكزاز في حال كان الجرح أو المسبب له ملوثاً.

## إسعاف الغريق
بعد إخراج الغريق من الماء يتم تنظيف فمه وأنفه بسرعة من العوالق، ثم يمدد على ظهره بحيث يكون رأسه أسفل مستوى جسمه مع تقليبه من جانب إلى آخر والضغط الخفيف على البطن، وفي حال توقف التنفس تجرى عملية التنفس الصناعي فوراً.

## ضربة الشمس
حاله خطيـرة تحـدث في الأجواء الحارة المشبعة بالرطـوبة عنـدما تكـون الريح ساكنـة بسبب عدم قـدرة الجسم على فقـدان الحرارة وتعطل ميكانيكية تبخر العرق لخفض حرارة الجسم.

### الأعراض
1. عـدم الشعـور بالـراحة.
2. قـد يصاب المصاب بدوار.
3. قـد يكون هناك احمرار وجفاف الجلد.
4. تتوهج البشـرة وتشعـر بحـرارة شديدة.
5. سـرعة فقـدان الوعي.
6. نبض سـريع وقـوي.
7. درجـة حـرارة الجسـم سترتفع حتى تصـل إلى 40° (104° ف) أو أكثـر.

### طـريقة الإسعاف
1. تمـديد المصاب في مكان بارد وخلع ملابسـه.
2. ترطـيب جسـد المصاب بماء فاتـر أو بـارد قليلا.
3. تهـوية جسده بـواسطة اليـد أو مروحـة كهـربائيـة.
4. اسـتدعاء المسـاعدة الطبيـة بسـرعة.

## لسعة العقارب والأفاعي
و تختلف خطورتها حسب نوع العقارب والأفاعي لكنها بشكل عام حالة طارئة خطيرة يجب التعامل معها على الفور. تشكل بعض أنواع اللسعات خطراً مميتاً حيث يمكن للسم شل عضلات المريض ولربما يصل السم إلى شل عضلة الحجاب الحاجز مما يؤدي إلى توقف النفس.

### طريقة الإسعاف
يتم إسعاف الحالة عبر وقف إنتشار السم في الجسم ومحاولة إخراج السم من الجسم، كما تتمثل بإعطاء الترياق الخاص بالسم.
من الخطوات الواجب اتباعها في إسعاف ضحايا لسعة العقارب والأفاعي:
- ربط العضو المصاب على بعد 10سم من اللدغة، وتقليل حركة وخوف وانفعال المصاب إلى أدنى حد ممكن.
- إخراج أكبر كمية من السموم، يمكن هرس ثوم ووضعه على مكان اللدغة[بحاجة لمصدر] كما يمكن عصر مكان الإصابة لإخراج الدم الملوث، ويفضل اجتناب الشفط بالفم خشية إنتقال السم إلى المسعف.
- تدليك مكان اللدغة ببلورات بيرمنغنات البوتاسيوم وتضميده بمحلول البيرمنغنات.
- يعطى المصاب شرابا ساخنا منعشا مع أكبر كمية ممكنة من الماء لتخفيف تركيز السم في الدم.يغطى جيداً لإحداث التعرق ويرسل إلى أقرب مستشفى أو وحدة إسعاف على الفور.

## إسعاف الحروق
يتم إسعاف الحروق بعد اخلاء الضحية واطفاء النار عن جسمه وتهدئته. ونزع الملابس أو قصها برفق من حول مكان الحرق. لا يجوز دهن الإصابة بأية مواد أو تغطية الحرق.
- عدم إعطاء المصاب الماء والسوائل عن طريق الفم وتركيب كانيولا لاخذ محلول ملحي أو لبنات رينجر لتعويض الفاقد منها.
- في حال كون الحرق كيماويا فيجب غسله فورا بالماء ولمدة نصف ساعة.
- تفتح الفقاقيع في حروق الدرجة الأولى بشفرة معقمة ثم يجري تضميدها لمنع التلوث، كما يمكن تركها دون تدخل مع المحافظة على نظافة الحرق.
- في حال كان الحرق عميقاً بحيث يشمل كل طبقات الجلد (حروق الدرجة الثالثة)، يجب فحص النبض في الأعضاء المصابة حيث أن الحروق تقوم بالانكماش ضاغطة على الأوعية الدموية التي تقع تحتها مما قد يعطل الدورة الدموية في المكان المصاب.
- في حالات حروق الدرجة الثانية والثالثة يجب استدعاء الإسعاف أو نقل المريض إلى المستشفى على الفور.

## التسمم عن طريق الفم
التسمم هو مجموعة اضطرابات في وظائف الجسم ناجمة عن اٍمتصاص مادة غريبة (السم)، والسم هو مادة تدخـل الجسـم بكميات كافيـة لأحداث ضـرر مؤقت أو دائـم.
يتوجب اتباع الخطوات التالية عند التعامل مع حالات التسمم
1. سـؤال المصاب قبل أن يفقد وعيه عما حدث.
2. الاتصال بالإسعاف بسـرعة وأخبارهم عن حالة المصاب.
3. إذا كانت المادة السامة كيماوية.يجب عدم جعل المصاب يقيئ كما يجب عدم محاولة تبريدها بسقاية المصاب ماء أو حليب ليشربه.
4. إذا لم تكن المادة السـامة كاوية أو لم تكن المادة إحدى مشتقات البترول ولم يكن المصاب في حال صدمة أو فاقد الوعي فيمكن محاولة جعـل المصاب يتقيأ بوضع إصبع في حلقه. واعطائه ما يشربه.
5. إذا فقـد المصاب وعيه وبقي تنفسـه طبيعي، يجب وضعه في وضعية الاستشفاء.
6. إذا توقف التنفس ونبض القلب، يجب البدء فورا بعملية إنعاش قلبي رئوي.
7. يجب أخـذ الاحتياط لكي لا ينتقـل السـم إلى المسعف.
8. يتوجب نقل المصاب إلى المستشفي بسـرعة. مع إرسال عينات من القيء وأي علب تكون قريبة منه ليتم فحصهـا في المستشفى.

## حوادث الصعق الكهربائي
حوادث الصعق الكهربائي هي من الحوادث التي تقع في المنازل وأماكن العمل وتتراوح بين صدمة كهربائية((**بسيطة]] وصعق كهربائي خطير وقاتل. ينتج الضرر في حالات التعرض إلى صدمة كهربائية من الحروق والكسور حيث تكون العظام بمثابتة المقاومة في الدارة الناتجة، مما يسبب ارتفاع حرارة العظام وبالتالي تكون الحروق من الداخل إلى الخارج. كما تتسبب الصدمات الكهربائية في حدوث سكتة قلبية.
خطوات إسعاف ضحية الصدمة الكهربائية تتلخص بما يلي:
1. قطع التيـار الكهربائي أولاً.
2. إبعاد المصاب عن مصدر التيار
3. فحص المصاب والتأكد من مدى الضرر
4. إذا كان المريض واعياً يفضل ذهابه إلى الطوارئ للتأكد من عدم وقوع أية كسور أو حروق داخلية.
5. إذا ما كان المريض فاقداُ للوعي يتوجب طلب الإسعاف بسرعة أو نقل المريض إلى أقرب مستشفى.
6. قد يتسبب الصعق الكهربائي في حدوث حروق أو قصور في عمل القلب، في حالة القصور يتم الإسعاف عن طريق إنعاش قلبي رئوي.

## الكسـور
الكسور هي من الطوارئ المتكررة الحدوث في المنزل وأماكن العمل نتيجة الانزلاق أو السقوط من ارتفاعات عالية كما أنها من أكثر الإصابات حدوثاً في حوادث السير والرياضة وغير ذلك. أنواع الكسور عديدة منها الكسور البسيطة والكسور المركبة، الكسور المغلقة والكسور المفتوحة.
عند إسعاف الكسور العظمية يجب مراعاة الخطوات التالية:
- محاولة تركيــز الشخص المصاب بكسور بشكل مريح إذا كان الكسر واضحاً وفي منطقة سهلة كالأقدام واليدين ولذلك لتسهيل نقله إلى المستشفى، مع تثبيت الطرف المكسور قدر الإمكان.
- في حالة عدم التأكد من مكان الكسر كمــا في الحوض والقفص الصدري أو العمود الفقري فلا يجب تحريك المصاب ويجب طلب الاسعــاف فوراً ومحاولة تهدئة المصاب والحد من حركته.
- في حالة اصابة الرقبة أو الجمجمة لا يجب فعل شيء سوى طلب الإسعاف، بالرغم من أن الغالبية العظمى من كسور الرقبة أو الجمجمة يفقد المريض الوعي فيها إلا أنه قد يبقى واعياً بعدها، ولذى يجب إخباره بضرورة عدم التحرك.

## روابط خارجية
- الإسعافات الأولية في مايو كلينك
- الأولية من سانت جون الإسعاف [وصلة مكسورة] – الإسعافات الأولية والمشورة
- الأولية من الصليب الأحمر البريطاني[وصلة مكسورة] – بما في ذلك نصائح الإسعافات الأولية ومعلومات التدريب على الإسعافات الأولية
- الإسعافات الأولية من الإسعافات الأولية سانت أندرو – الإسعافات الأولية والإسعافات الأولية التدريب